# Dalixia Fernández
Dalixia Fernández Grasset (Guantánamo, 26 november 1977) is een Cubaanse beachvolleybalspeelster.
Fernández won samen met haar speelpartner Tamara Larrea een gouden medaille op de Pan-Amerikaanse Spelen 2003 in Santo Domingo. Op de Pan-Amerikaanse Spelen 2007 in Rio de Janeiro behaalde ze zilver. Fernández kwam driemaal voor haar land uit op de Olympische Spelen: in 2000, 2004 en 2008.